# 捕鯨

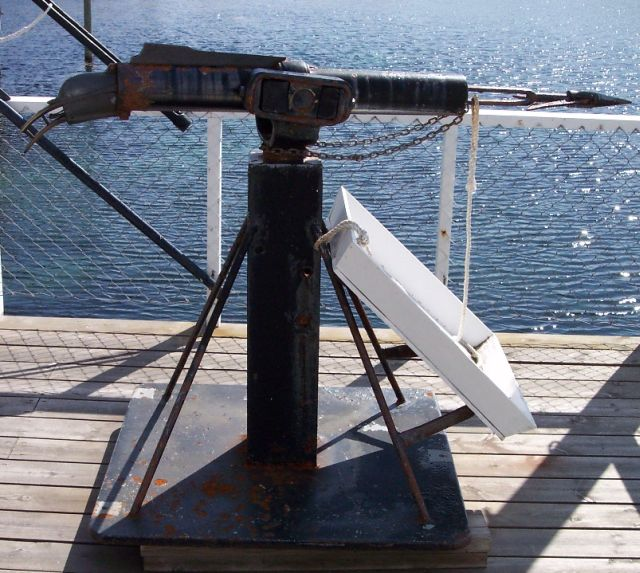
一具捕鯨魚叉

捕鯨是指人類捕獲鯨魚作為糧食以及其他用途。目前為止国际捕鲸委员会限制世界各國捕鯨行為。在20世紀早初的濫捕問題最為嚴重。19世紀末期爆炸性魚叉與蒸汽動力的捕鯨船的發展，讓以前無法獵捕的大型鯨魚可以成為商業捕鯨的目標，所以鯨魚原先並沒有遭到计划性的獵殺。當抹香鯨、露脊鯨、藍鯨、長鬚鯨與大翅鯨這些更有吸引力的商業捕鯨目標的數量減少後，塞鯨於是成為最被注意的獵捕目標，特別是在1950年代至1970年代之間。因為塞鯨可以快速的移動與躲避，然而從牠們身上獲得的油與肉比起其他大型鯨魚來的少。

## 起源與發展

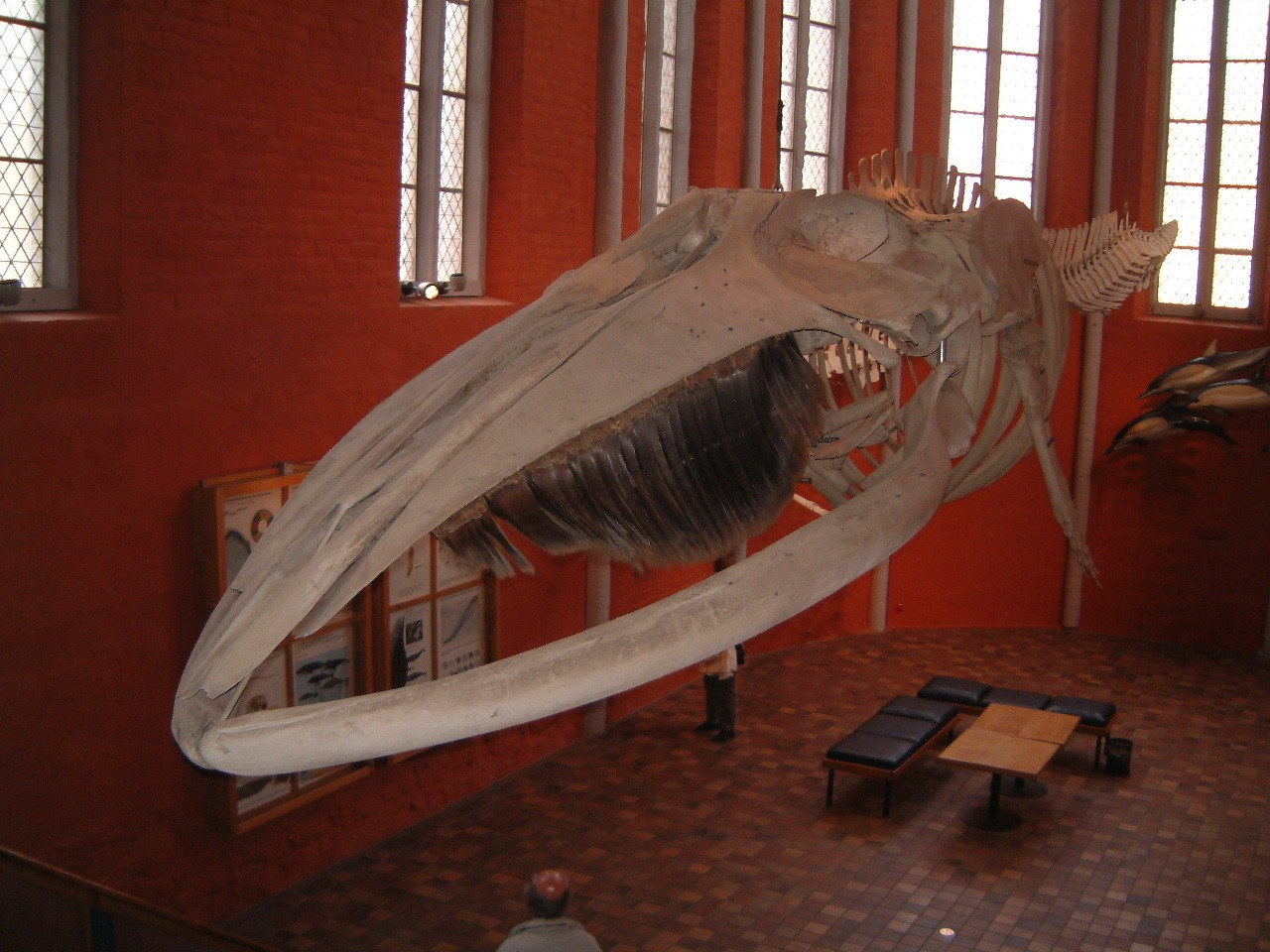
長鬚鯨的頭骨

人類很早就對鯨有深刻的記載。晋朝人崔豹的《古今注》中说：“鯨，海魚也，大者長千里，小者數十丈。”“其雌曰鯢，大者亦長千里。”捕鲸亦是行之有年的行業，《新唐書》卷三六《五行志三》：“開成二年三月壬申，有大魚長六丈，自海入淮，至濠州招義，民殺之。”又《新唐書》卷二一九《北狄列傳·黑水靺鞨》記載：“拂涅，亦稱大拂涅，開元、天寶間八來，獻鯨睛……”。
在19世紀時，鯨魚偶爾會被不具甲板船隻所獵殺。不過19世紀後半，捕鯨業引進蒸氣動力的船隻，和魚叉的出現也對鯨魚造成衝擊，因為它可以讓捕鯨業者能夠獵殺及固定被捕的鯨魚。當其他鯨魚被濫捕過度後，捕鯨業將數量仍然豐富的長鬚鯨視為替代目標。獵殺長鬚鯨的目的主要是為了鯨脂、鯨油與鯨鬚。
美国近代史上捕鲸业相当发达，从1800到1860年间，纽莱德福出发的捕鲸船有多达每年三千非裔人，占到了捕鲸业大军的二成。 鲸油被广泛地用于照明和工商业。现在美国不再捕鲸，但是其海洋公园（最典型的是SeaWorld）养着很多杀人鲸用于表演。SeattlePi日报对此评论道“SeaWorld宣称它的杀人鲸表演是很好的寓教于乐，而明显地教会了一些国家这类行业有着巨大的利润”。
在具有船尾平台的蒸氣船於1925年出現後，每年的捕鯨數量大量增加。國際捕鯨委員會在1976年開始禁止在南半球捕殺長鬚鯨。在中国，1955年和1958年旅大水产公司分别在黄海北部试捕小鰛鲸，长须鲸成功。1963年12月用自行设计建造的“元龙号”捕鲸船试生产，1978年停止作业。

## 捕鲸禁令的演变
国际捕鲸委员会1982年通过《全球禁止捕鲸公约》，禁止商业捕鲸，但允许捕鲸用于科学研究。1986年国际《禁止捕鲸公约》生效后，世界各国宣布放弃商业捕鲸，包括日本。当时有7国投票反对这一提案，分别为巴西、冰岛、日本、挪威、秘鲁、韩国和苏联。中国投弃权票。
2006年在加勒比海岛国圣基茨和尼维斯的国际捕鲸委员会第58届全体大会，7月18日以一票的微弱优势通过了一项表示支持恢复商业捕鲸的意向性议案《圣其茨和尼维斯岛宣言》（St. Kitts & Nevis Declaration）（中国投弃权票），但要推翻1986年的该委员会的商业捕鲸禁令需要得到75%以上成员的支持。所以该《宣言》对大会的影响尚不能明确。此外，在“取消小型鲸豚类保护”提案中日本以两票之差败落，其中共有63国进行表决，危地马拉和塞内加尔未出席。洪都拉斯原本支持日本，但在该提案上投了反对票，中国支持，丹麦弃权。“匿名投票”提案中共有64国代表投票表决。通常支持日本的所罗门群岛弃权，洪都拉斯再次动用否决权，危地马拉和塞内加尔仍旧未出席会议，挪威、冰岛、中国投票赞成日本秘密投票。在取消南极洲周边捕鲸禁区的提案表决时中国也投票支持日本，该提案以28票支持33票反对被否决。

## 現今捕杀规模及情況

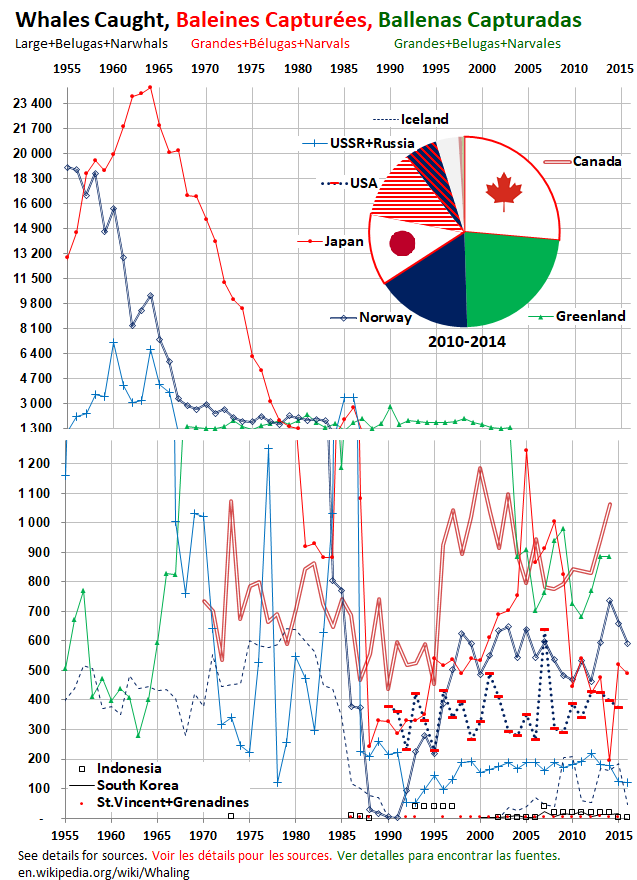
捕鲸 1955-2016

為防止濫捕鯨魚，國際捕鯨委員會（IWC）對捕鯨活動作出規範。格陵蘭在該會的規範的程序下進行捕鯨活動。挪威和冰岛都是國際捕鯨委員會的會員國，但表明反對該會有關停止商業捕鯨的禁令，所以並未接受國際捕鯨委員會對捕鯨活動所作出的規管。在2006年10月，冰島本土的漁業部門授權捕鯨業者，在2007年8月前可以捕殺9條長鬚鯨。日本是國際捕鯨委員會的會員國，是鯨肉的主要消費國。日本把南半球的長鬚鯨作為科學研究項目，並获得特別許可，可在2005年至2007年間，每年捕獵10條鯨魚。韓國是國際捕鯨委員會的會員國，在2012年要求獲得捕鯨許可，進行有關鯨魚的科學研究。加拿大選擇退出國際捕鯨委員會从而不受該國際組織的限制。

### 日本
日本在第二次世界大戰後，曾經以鯨肉作為主要肉食，其後日本加入國際捕鯨委員會成為會員國，1988年國際捕鯨委員會禁止商業捕鯨。日本轉而為科學目的展開捕鯨活動，並遠赴南太平洋大量捕獵鯨魚，引起澳大利亞和紐西蘭等南太平洋國家的反對，並和反捕鯨組織衝突。澳洲在2010年5月在國際法庭提起訴訟，指日本捕鯨活動超過科學研究的需要，並涉及商業活動。2014年3月，國際法庭判決日本的捕鯨計劃並非以科學研究為目的，並下令在日本對該科研計劃做出改革之前，暫停發放捕鯨許可。隨後日本暫停科研捕鯨。2018年12月26日日本宣布退出國際捕鯨委員會，並從2019年7月起正式開展以商業為目的捕鯨。

### 韩国
2012年7月初在国际捕鲸大会召开时，韩国说它将会进行科学捕鲸。其参加大会的代表Kang Joon-Suk说韩国人对鲸鱼的食用有着悠久的历史，并说从1986年捕鲸禁令实施以来，小须鲸的数量已有增长，「捕鲸被严厉地禁止，违反者会受到严惩，而这26年对于一个有着吃鲸鱼肉传统的民族是很痛苦和灰暗的。蔚山的平民就有吃鲸肉的传统而且现在仍未停止。
韩国代表还说：「这不是进行道德辩论的时候，这里是进行法律辩论的地方，作为委员会的负责任成员我们不会接受任何彻底地、完全的禁止杀死或捕捉鲸鱼的方案。」他表示韩国将在自己水域内捕鲸。

### 加拿大
加拿大有一些因纽特部落在加拿大渔业海洋署治下捕鲸，鲸肉也在北方的社区里有售。但在南部的城市如多伦多、蒙特利尔不出售。鲸与海豚保护协会说："加拿大推行的海洋哺乳类管理政策看来更多是从政治便利而不是动物保护着想。"
1982年加拿大退出國際捕鯨委員會后，因纽特人捕的鲸种中只有弓头鲸一种还受IWC节制。2004年的情况是允许Hudson Bay-Foxe Basin 的人群两年猎一头弓头鲸, Baffin Bay-Davis Strait的人群是13年一头。这是阿拉斯加地区猎弓头鲸配额的五十分之一。

### 俄罗斯
俄羅斯和冰岛、日本一样，有着悠久的捕逆戟鲸和海豚历史。1970年Bigg M.A.通过追踪逆戟鲸群的照片发现逆戟鲸群的年纪与估计的有很大出入。紧接着俄国进行了科学捕鲸，尽管其捕鲸的实际动机在过去40年中一直被质疑。 目前俄羅斯的楚科奇自治區，在國際捕鯨委員會的許可下，一年可捕獵140头灰鲸。

### 格陵蘭
格陵蘭是丹麥的海外屬地，其後走向自治並尋求獨立。格陵蘭的原住民有捕鯨的傳統，並在國際捕鯨委員會規範下進行捕鯨活動，當地原住民獵殺鯨魚後，所獲得的鯨肉與其他鯨魚製品，可在格陵蘭境內的市場的流通，但對外輸出則屬非法。國際捕鯨委員會每年給予格陵蘭的捕鯨配額是19條，理由是不能確定長鬚鯨的現存數量，而格陵蘭一直要求國際捕鯨委員會放寬捕鯨的配額限制。2012年7月，國際捕鯨委員會否決格陵蘭要求增加捕鯨配額的申請。委員會指出，格陵蘭人口在過去24年僅增加不足10%，但鯨肉需求卻大幅增加89%，當中大部分是售賣給到格陵蘭旅遊的遊客，其捕鯨活動已偏離僅作本地居民消費的限制。

### 法羅群島

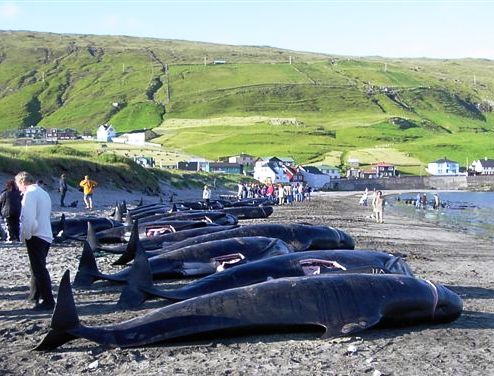
在法羅群島的克瓦尔巴海灘上，放置了被獵殺後的領航鯨

法羅群島是丹麥的海外屬地，雖然丹麥是國際捕鯨委員會的會員國，但法羅群島的捕鯨活動並未接受該委員會的規管。因此法羅群島的捕鯨活動，只是受到當地政府的監管。由於當地缺乏天然資源和食物，所以當地居民把捕鯨活動視為文化傳統，但因為過程血腥，近年備受環保組織及動物權益團體的關注。

### 冰島
冰島是倚重漁業的國家，並有捕獵鯨魚的文化傳統。在1989年，冰島迫於越來越強的國際壓力，才同意暫停捕鯨活動。1992年，冰島為免受到規管，決定退出國際捕鯨委員會，直至2002年才再度加入，但冰島對於該委員會的捕鯨規範，仍然有明顯分歧。冰島認為其捕鯨活動有科學上的需要，以便持續地管理該國的漁業資源。自從2019年日本恢復商業捕鯨以來，市場上對冰島鯨魚需求減少。2022年2月4日，冰島宣佈計畫兩年內禁止商業捕鯨。

### 挪威
挪威议会2004年通过了一项议案要提高每年捕猎的小须鲸数量，渔业部还通过了一项用卫星追踪鲸群的计划，至于给鲸戴信号器的做法早从1999年就在实行。从2006年起挪威将捕鲸业指数提升三成，挪威渔民被允许一年捕1052头小须鲸，不过历年很少有达到满额捕猎数的情况。

## 各方态度
世界各国对于今后是否要继续捕鲸的态度是对立的。国际捕鲸委员会的88个加盟国内，支持捕鲸的国家有35个。其中有将鲸作为食物的俄罗斯、日本、挪威和冰岛等。亚洲十个成员国当中只有以色列和印度明确反对捕鲸，日本、韩国、柬埔寨、蒙古、老挝均支持捕鲸。非洲有16个赞成和2个反对（南非、肯尼亚）。欧洲除冰岛和挪威外全部反对，是反对国中最大的集团。北美只有美国、墨西哥反对捕鲸而西印度群岛国家几乎全部支持，南美有一个赞成捕鲸国（苏里南）和13个反对捕鲸国。大洋洲有3个反对国（澳大利亚、新西兰、新喀里多尼亚）和5个赞成捕鲸国。
- 日本外相冈田克也表示，日本在公海进行科研捕鲸是基于《全球禁止捕鲸公约》的合法行为，捕鲸的目的是从保护鲸鱼的观点出发调查鲸鱼的数量[25]。在谈到日本人吃鲸鱼文化遭到抨击问题时，冈田表示，应当相互尊重各自的饮食文化。[25]
- 反捕鲸人士说，日本利用公约这一漏洞，每年在南极海域鲸类保护区以科研名义猎捕数百头鲸。国际捕鲸委员会则怀疑日本采用贿赂招揽其他国家（如蒙古）成为其捕鲸盟友[26]。
- 美国禁止並反对捕鲸（除了阿拉斯加州外）。
- 捕鲸国加拿大则退出了国际捕鲸委员会，其捕鲸行为将不受限制。
- 澳大利亚要求日本停止捕鲸，否则起诉至海牙国际法庭[27]。現時案件已排期於2013年6月26日到7月16日進行公開聆訊（澳大利亞訴日本案）[28]。2014年3月31日，國際法庭裁定日本的捕鯨計劃並非以科學研究為目的，判決日本敗訴[11]。
- 中华人民共和国的政府不作直接评论，但是官方媒体如《人民日报》、光明日报经常发表批评日本捕鲸行为的文章。[29][30]

## 外部連接
- Into the Deep: America, Whaling & the World （页面存档备份，存于） — An American Experience Documentary
- "Old Whaling Days" （页面存档备份，存于）, Popular Mechanics, November 1930
- On the Water: Fishing for a Living （页面存档备份，存于） – Online museum exhibition on maritime history from the Smithsonian's National Museum of American History.